# Danh sách báo chí
Bên dưới là danh sách liệt kê các tờ báo được phân loại theo lục địa.